# Peter Kent
Peter Hedrich (Herten, 6 de setembro de 1948), conhecido profissionalmente como Peter Kent, é um cantor e produtor musical pop alemão. Ele emplacou um hit quando o seu single "It's a Real Good Feeling" alcançou o topo da parada de sucessos na Alemanha em 1980.